# Archaeotinodes dentinosus
Archaeotinodes dentinosus is een fossiele soort schietmot uit de familie Ecnomidae.